# Agyagpofa
Agyagpofa egy kitalált szereplő a DC Comics képregényeiben. Batman egyik ellenfele. A képregények számos változataiban különböző bűnözők használták ezt az álnevet, közülük az egyik Matt Hagen. A továbbiakban az ő változata kerül bemutatásra.
Agyagpofa a 73. a minden idők 100 legnagyobb képregényes ellenfeleit felvonultató weblapon.

## Jellemzése
Valódi nevén Matt Hagen sikeres színész volt egészen addig, míg egy szörnyű baleset csúffá nem tette arcát. Roland Daggett felajánlotta neki, hogy használja az ő általa kifejlesztett arckrémet. Hagen ezután visszatérhetett a színészi karrierbe, ám arca gyurmaszerű lett. Később, amikor már több krém kellett neki, Daggett megpróbálta kiiktatni. Emberei egy hatalmas adag krémet öntöttek rá, ami lefolyt a torkán és az anyag az emésztőrendszeren át beépült a szövetekbe, így Hagen egész teste agyagszerű lett. Azóta az alvilág zsoldosaként tevékenykedik tovább.

## Kinézete
Agyagpofa egy jókora gólemre emlékeztető sárgásbarna alak, akinek a teste teljes egészében agyagból áll. Ám képes egyszerű emberként is mutatkozni.

## Képességei
Kezdetben csak az arcvonásait tudta változtatni, később viszont már az egész testét tökéletesen formálja, így időnként más személyeknek adja ki magát. Ezen kívül különböző ütő-vágó fegyverekké is képes alakítani magát vagy a testrészeit. Ráadásul, mivel a teste gyakorlatilag agyagból áll, így hagyományos eszközökkel képtelenség megsebezni.

## Filmekben
Agyagpofát láthattuk az 1992-es Batman rajzfilmsorozatban (Batman Animated series).

## Fordítás
- Ez a szócikk részben vagy egészben  a   clayface című angol Wikipédia-szócikk fordításán alapul.  Az eredeti cikk szerkesztőit annak laptörténete sorolja fel. Ez a jelzés csupán a megfogalmazás eredetét és a szerzői jogokat jelzi, nem szolgál a cikkben szereplő információk forrásmegjelöléseként.